# Liste der Stolpersteine in Landau in der Pfalz
Die Liste der Stolpersteine in Landau in der Pfalz enthält alle Stolpersteine, welche von Gunter Demnig in Landau in der Zeit von 2008 bis zum September 2022 verlegt wurden. Sie sollen an die Opfer des Nationalsozialismus erinnern, die in Landau ihren letzten bekannten Wohnsitz hatten, bevor sie deportiert, ermordet, vertrieben oder in den Suizid getrieben wurden.
Hinweis: Die Liste ist sortierbar. Durch Anklicken eines Spaltenkopfes wird die Liste nach dieser Spalte sortiert, zweimaliges Anklicken kehrt die Sortierung um. Durch das Anklicken zweier Spalten hintereinander lässt sich jede gewünschte Kombination erzielen.
Anklicken des Bildes vergrößert das Bild.

## Liste der Stolpersteine
| Adresse                                                | NS-Opfer                                       | Inschrift | Bild | Kollektion | Lage |
| ------------------------------------------------------ | ---------------------------------------------- | --- | --- | ---------- | ---- |
| An 44, Nr.11 · Landau in der Pfalz ·                   | Emma van Geldern geb. Siegel Jg. 1859          | deportiert 1942 Theresienstadt ermordet 29.7.1942                                                                                              | |            |      |
| Cornichonstraße 1 · Landau in der Pfalz ·              | Hier lernte Dorothea Drexler Jg. 1921          | Flucht 1939 Schweiz USA | Bild gesucht Die Wikipedia wünscht sich an dieser Stelle ein Bild vom Ort mit diesen Koordinaten 49.191676 8.113904 . Motiv: Stolpersteine Cornichonstraße 1, Landau in der Pfalz Falls du dabei helfen möchtest, erklärt die Anleitung , wie das geht. BW            |            |      |
| Cornichonstraße 1 · Landau in der Pfalz ·              | Hier lernte Elisabeth Jeremias Jg. 1921        | Unfreiwillig verzogen 1939 Mannheim Flucht 1939 Dominikanische Republik                                                                        | Bild gesucht Die Wikipedia wünscht sich an dieser Stelle ein Bild vom Ort mit diesen Koordinaten 49.191676 8.113904 . Motiv: Stolpersteine Cornichonstraße 1, Landau in der Pfalz Falls du dabei helfen möchtest, erklärt die Anleitung , wie das geht. BW            |            |      |
| Cornichonstraße 1 · Landau in der Pfalz ·              | Hier lernte Margot Schwarz Jg. 1922            | Flucht 1938 USA | Bild gesucht Die Wikipedia wünscht sich an dieser Stelle ein Bild vom Ort mit diesen Koordinaten 49.191676 8.113904 . Motiv: Stolpersteine Cornichonstraße 1, Landau in der Pfalz Falls du dabei helfen möchtest, erklärt die Anleitung , wie das geht. BW            |            |      |
| Cornichonstraße 1 · Landau in der Pfalz ·              | Hier lernte Doris Kern Jg. 1928                | Flucht 1936 Chile | Bild gesucht Die Wikipedia wünscht sich an dieser Stelle ein Bild vom Ort mit diesen Koordinaten 49.191676 8.113904 . Motiv: Stolpersteine Cornichonstraße 1, Landau in der Pfalz Falls du dabei helfen möchtest, erklärt die Anleitung , wie das geht. BW            |            |      |
| Friedrich-Ebert-Straße 9 · Landau in der Pfalz ·       | Max Zeilberger Jg. 1891                        | Deportiert 1940 Gurs ermordet 19.9.1942 Auschwitz                                                                                              | |            |      |
| Friedrich-Ebert-Straße 9 · Landau in der Pfalz ·       | Selma Zeilberger geb. Rosenfeld Jg. 1895       | Deportiert 1940 Gurs ermordet 1942 Auschwitz                                                                                                   | |            |      |
| Friedrich-Ebert-Straße 9 · Landau in der Pfalz ·       | Sidonie Wilmersdörfer Jg. 1923                 | Deportiert 1940 Gurs 1940 Tot 23.11.1940 | |            |      |
| Gerberstraße 10 · Landau in der Pfalz ·                | Emil Forsch Jg. 1912                           | Flucht 1938 USA überlebt | |            |      |
| Gerberstraße 10 · Landau in der Pfalz ·                | Eugen Mayer Jg. 1881                           | Deportiert 1940 Gurs Tot 10.12.1940 | |            |      |
| Gerberstraße 10 · Landau in der Pfalz ·                | Mathilde Mayer geb. Seligmann Jg. 1882         | Deportiert 1940 Gurs ??? | |            |      |
| Gerberstraße 10 · Landau in der Pfalz ·                | Ilse Mayer Jg. 1919                            | Flucht 1938 USA überlebt | |            |      |
| Gerberstraße 12a · Landau in der Pfalz ·               | Leonhard Strauss Jg. 1874                      | Deportiert 1940 Gurs tot 4.11.1941 Recebedou                                                                                                   | Bild gesucht Die Wikipedia wünscht sich an dieser Stelle ein Bild vom Ort mit diesen Koordinaten 49.197174 8.11279 . Motiv: Stolpersteine Gerberstraße 12a, Landau in der Pfalz Falls du dabei helfen möchtest, erklärt die Anleitung , wie das geht. BW              |            |      |
| Gerberstraße 12a · Landau in der Pfalz ·               | Auguste Strauss geb. Wiedemann Jg. 1879        | Deportiert 1942 Auschwitz ??? | Bild gesucht Die Wikipedia wünscht sich an dieser Stelle ein Bild vom Ort mit diesen Koordinaten 49.197174 8.11279 . Motiv: Stolpersteine Gerberstraße 12a, Landau in der Pfalz Falls du dabei helfen möchtest, erklärt die Anleitung , wie das geht. BW              |            |      |
| Gerberstraße 12a · Landau in der Pfalz ·               | Walter Strauss Jg. 1902                        | Flucht 1939 England überlebt | Bild gesucht Die Wikipedia wünscht sich an dieser Stelle ein Bild vom Ort mit diesen Koordinaten 49.197174 8.11279 . Motiv: Stolpersteine Gerberstraße 12a, Landau in der Pfalz Falls du dabei helfen möchtest, erklärt die Anleitung , wie das geht. BW              |            |      |
| Gerberstraße 12a · Landau in der Pfalz ·               | Margarethe Strauss Jg. 1904                    | Flucht 1939 Palästina Flucht in den Tod | Bild gesucht Die Wikipedia wünscht sich an dieser Stelle ein Bild vom Ort mit diesen Koordinaten 49.197174 8.11279 . Motiv: Stolpersteine Gerberstraße 12a, Landau in der Pfalz Falls du dabei helfen möchtest, erklärt die Anleitung , wie das geht. BW              |            |      |
| Gerberstraße 12a · Landau in der Pfalz ·               | Martha Strauss Jg. 1909                        | Deportiert 1942 ??? | Bild gesucht Die Wikipedia wünscht sich an dieser Stelle ein Bild vom Ort mit diesen Koordinaten 49.197174 8.11279 . Motiv: Stolpersteine Gerberstraße 12a, Landau in der Pfalz Falls du dabei helfen möchtest, erklärt die Anleitung , wie das geht. BW              |            |      |
| Gerberstraße 12a · Landau in der Pfalz ·               | Hedwig Baumgarten Jg. 1871                     | Deportiert 1942 Theresienstadt ermordet 27.10.1942                                                                                             | Bild gesucht Die Wikipedia wünscht sich an dieser Stelle ein Bild vom Ort mit diesen Koordinaten 49.197174 8.11279 . Motiv: Stolpersteine Gerberstraße 12a, Landau in der Pfalz Falls du dabei helfen möchtest, erklärt die Anleitung , wie das geht. BW              |            |      |
| Gerberstraße 12a · Landau in der Pfalz ·               | Mathilde Baumgarten Jg. 1878                   | Deportiert 1942 Piaski ermordet | Bild gesucht Die Wikipedia wünscht sich an dieser Stelle ein Bild vom Ort mit diesen Koordinaten 49.197174 8.11279 . Motiv: Stolpersteine Gerberstraße 12a, Landau in der Pfalz Falls du dabei helfen möchtest, erklärt die Anleitung , wie das geht. BW              |            |      |
| Glacisstraße 3 · Landau in der Pfalz ·                 | Dr. Emil Dosenheimer Jg. 1870                  | Berufsverbot 1933 Tot 16.2.1936 | |            |      |
| Glacisstraße 9 · Landau in der Pfalz ·                 | Dr. Kurt Metzger Jg. 1909                      | Flucht 1939 USA überlebt | |            |      |
| Gymnasiumstraße 9 · Landau in der Pfalz ·              | Klara Heller geb. Scharff Jg. 1876             | Deportiert 1940 Gurs tot 19.11.1940 | |            |      |
| Gymnasiumstraße 9 · Landau in der Pfalz ·              | Karl Heller Jg. 1903                           | Deportiert 1941 Minsk ermordet | |            |      |
| Industriestraße 15 · Landau in der Pfalz ·             | Meta Bach geb. Kuhn Jg. 1897                   | Deportiert 1940 Gurs ??? | Bild gesucht Die Wikipedia wünscht sich an dieser Stelle ein Bild vom Ort mit diesen Koordinaten 49.199541 8.120599 . Motiv: Stolpersteine Industriestraße 15, Landau in der Pfalz Falls du dabei helfen möchtest, erklärt die Anleitung , wie das geht. BW           |            |      |
| Industriestraße 15 · Landau in der Pfalz ·             | Martha Servos geb. Beck Jg. 1906               | Deportiert 1941 Lodz ermordet | Bild gesucht Die Wikipedia wünscht sich an dieser Stelle ein Bild vom Ort mit diesen Koordinaten 49.199541 8.120599 . Motiv: Stolpersteine Industriestraße 15, Landau in der Pfalz Falls du dabei helfen möchtest, erklärt die Anleitung , wie das geht. BW           |            |      |
| Industriestraße 15 · Landau in der Pfalz ·             | Paula Strauss geb. Beck Jg. 1907               | Flucht 1938 USA überlebt | Bild gesucht Die Wikipedia wünscht sich an dieser Stelle ein Bild vom Ort mit diesen Koordinaten 49.199541 8.120599 . Motiv: Stolpersteine Industriestraße 15, Landau in der Pfalz Falls du dabei helfen möchtest, erklärt die Anleitung , wie das geht. BW           |            |      |
| Industriestraße 15 · Landau in der Pfalz ·             | Margarethe Mayer geb. Baer Jg. 1908            | Deportiert 1940 Gurs ermordet 1942 in Auschwitz                                                                                                | Bild gesucht Die Wikipedia wünscht sich an dieser Stelle ein Bild vom Ort mit diesen Koordinaten 49.199541 8.120599 . Motiv: Stolpersteine Industriestraße 15, Landau in der Pfalz Falls du dabei helfen möchtest, erklärt die Anleitung , wie das geht. BW           |            |      |
| Industriestraße 15 · Landau in der Pfalz ·             | Willi Mayer Jg. 1898                           | Deportiert 1940 Gurs ermordet 1942 in Auschwitz                                                                                                | Bild gesucht Die Wikipedia wünscht sich an dieser Stelle ein Bild vom Ort mit diesen Koordinaten 49.199541 8.120599 . Motiv: Stolpersteine Industriestraße 15, Landau in der Pfalz Falls du dabei helfen möchtest, erklärt die Anleitung , wie das geht. BW           |            |      |
| Industriestraße 15 · Landau in der Pfalz ·             | Bernd Mayer Jg. 1935                           | Deportiert 1940 Gurs ??? | Bild gesucht Die Wikipedia wünscht sich an dieser Stelle ein Bild vom Ort mit diesen Koordinaten 49.199541 8.120599 . Motiv: Stolpersteine Industriestraße 15, Landau in der Pfalz Falls du dabei helfen möchtest, erklärt die Anleitung , wie das geht. BW           |            |      |
| Kaufhausgasse 9 · Landau in der Pfalz ·                | Olga Loeb Jg. 1876                             | Flucht 1939 Luxemburg interniert 1941 Kloster Fünfbrunnen deportiert 1941 Theresienstadt befreit                                               | |            |      |
| Königstraße 67 · Landau in der Pfalz ·                 | Marjam Kimmelmann geb. Kott Jg. 1910           | Deportiert 1941 Riga ermordet | |            |      |
| Königstraße 67 · Landau in der Pfalz ·                 | Alfred Kimmelmann Jg. 1936                     | Deportiert 1941 Riga ermordet | |            |      |
| Kronstraße 7 · Landau in der Pfalz ·                   | Else Scholem geb. Tietz Jg. 1897               | Flucht 1936 Brasilien überlebt | |            |      |
| Kronstraße 7 · Landau in der Pfalz ·                   | Sally Scholem Jg. 1886                         | Flucht 1936 Brasilien | |            |      |
| Kronstraße 7 · Landau in der Pfalz ·                   | Hedwig Tietz geb. Drucker Jg. 1868             | Flucht 1936 Brasilien | |            |      |
| Kronstraße 7 · Landau in der Pfalz ·                   | Norbert Scholem Jg. 1927                       | Flucht 1936 Brasilien | |            |      |
| Landwehrstraße 11 · Landau in der Pfalz ·              | Arthur Alexander Jg. 1893                      | Deportiert 1940 Gurs ermordet 1942 in Auschwitz                                                                                                | Stolperstein für Artur Alexander |            |      |
| Landwehrstraße 11 · Landau in der Pfalz ·              | Ernestine Alexander geb. Kern Jg. 1896         | Deportiert 1940 Gurs ermordet 19.9.1942 Auschwitz                                                                                              | Stolperstein für Ernestine Alexander |            |      |
| Landwehrstraße 11 · Landau in der Pfalz ·              | Heinz Alexander Jg. 1928                       | Flucht 1939 Frankreich überlebt | Stolperstein für Heinz Alexander |            |      |
| Landwehrstraße 2 · Landau in der Pfalz ·               | Ernst Weil Jg. 1924                            | Flucht 1940 USA überlebt | Stolperstein für Ernst Weil |            |      |
| Landwehrstraße 2 · Landau in der Pfalz ·               | Isidor Weil Jg. 1889                           | Deportiert 1940 Gurs Tot 6.1.1941 | Stolperstein für Isidor Weil |            |      |
| Landwehrstraße 2 · Landau in der Pfalz ·               | Auguste Weil geb. Oppenheimer Jg. 1889         | Deportiert 1940 Gurs Flucht 1941 USA | Stolperstein für Auguste Weil |            |      |
| Landwehrstraße 2 · Landau in der Pfalz ·               | Heinz Bernhard Weil Jg. 1921                   | Flucht 1939 Kuba | Stolperstein für Heinz Bernhard Weil |            |      |
| Landwehrstraße 2 · Landau in der Pfalz ·               | Ludwig Weil Jg. 1922                           | Flucht 1939 USA | Stolperstein für Ludwig Weil |            |      |
| Xylanderstraße 6 · Landau in der Pfalz ·               | Emil Fried Jg. 1883                            | Deportiert 1940 Gurs ermordet 1943 in Auschwitz                                                                                                | |            |      |
| Xylanderstraße 6 · Landau in der Pfalz ·               | Annette Fried geb. Bloch Jg. 1896              | Deportiert 1940 Gurs ermordet 1943 in Auschwitz                                                                                                | |            |      |
| Xylanderstraße 6 · Landau in der Pfalz ·               | Marianne Fried Jg. 1921                        | Deportiert 1942 ermordet in Sobibor | |            |      |
| Langstraße 7 · Landau in der Pfalz ·                   | Ludwig Teutsch Jg. 1857                        | Deportiert 1940 Gurs Tot 10.1.1941 | |            |      |
| Langstraße 7 · Landau in der Pfalz ·                   | Else Teutsch Jg. 1893                          | Deportiert 1940 Gurs deportiert 1942 Drancy Schicksal unbekannt                                                                                | |            |      |
| Ludowicistraße 15 · Landau in der Pfalz ·              | Siegfried Günzburger Jg. 1885                  | Flucht 1939 Holland interniert 1942 deportiert 1944 Theresienstadt ermordet 1944 Auschwitz                                                     | |            |      |
| Ludowicistraße 15 · Landau in der Pfalz ·              | Karoline Günzburger geb. Heß Jg. 1899          | Flucht 1939 Holland interniert 1942 Westerbork deportiert 1944 Theresienstadt ermordet 1944 Auschwitz                                          | |            |      |
| Ludowicistraße 15 · Landau in der Pfalz ·              | Irmgard Günzburger Jg. 1924                    | Flucht 1939 Holland interniert 1942 Westerbork deportiert 1944 Theresienstadt ermordet 1944 Auschwitz                                          | |            |      |
| Ludowicistraße 15 · Landau in der Pfalz ·              | Werner Günzburger Jg. 1922                     | Flucht 1938 USA überlebt | |            |      |
| Marienring 12 · Landau in der Pfalz ·                  | Emma Brunner geb. Rheinstein Jg. 1871          | Deportiert 1942 Theresienstadt Tot 2.7.1943 | |            |      |
| Marienring 12 · Landau in der Pfalz ·                  | Otto Brunner Jg. 1895                          | Deportiert 1940 Gurs Flucht 1941 USA überlebt                                                                                                  | |            |      |
| Marienring 13 · (Landgericht) · Landau in der Pfalz ·  | Emil Dosenheimer (Jurist) Jg. 1879             | Berufsverbot 1933 Tot 16.2.1936 | |            |      |
| Marienring 13 · (Landgericht) · Landau in der Pfalz ·  | Dr. Rudolf Metzger (Amtsanwalt) Jg. 1903       | Berufsverbot 1933 Flucht 1937 Frankreich überlebt                                                                                              | |            |      |
| Marienring 13 · (Landgericht) · Landau in der Pfalz ·  | Dr. Eugen Rheinheimer (Notar) Jg. 1902         | Berufsverbot 1933 Flucht 1938 USA überlebt | |            |      |
| Marienring 13 · (Landgericht) · Landau in der Pfalz ·  | Ludwig Teutsch (Rechtsbeistand) Jg. 1857       | Berufsverbot 1933 deportiert 1940 Gurs Tot 10.1.1941                                                                                           | |            |      |
| Marienring 13 · (Landgericht) · Landau in der Pfalz ·  | Dr. Julius Goldberg (Rechtsanwalt) Jg. 1881    | Berufsverbot 1933 Flucht 1938 USA, überlebt | |            |      |
| Marienring 13 · (Landgericht) · Landau in der Pfalz ·  | Dr. Sali Feibelmann (Rechtsanwalt) Jg. 1890    | Berufsverbot 1933 Flucht 1938 England überlebt                                                                                                 | |            |      |
| Marktstraße 48 · Landau in der Pfalz ·                 | Dr. Friedrich Schwarz Jg. 1883                 | ‘Schutzhaft’ 1938 Dachau Deportiert 1945 Theresienstadt befreit Tot 22.6.1945                                                                  | |            |      |
| Marktstraße 48 · Landau in der Pfalz ·                 | Luise Schwarz Jg. 1890                         | Deportiert 1940 Gurs Flucht 1942 Schweiz überlebt                                                                                              | |            |      |
| Marktstraße 81 · Landau in der Pfalz ·                 | Nathan Rosenblatt Jg. 1892                     | Ausgewiesen 1938 Polen ??? | |            |      |
| Marktstraße 81 · Landau in der Pfalz ·                 | Natka Rosenblatt geb. Bermann Jg. 1894         | Ausgewiesen 1938 Polen ermordet 5.5.1942 Auschwitz                                                                                             | |            |      |
| Marktstraße 81 · Landau in der Pfalz ·                 | Leo David Rosenblatt Jg. 1925                  | Ausgewiesen 1938 Polen ??? | |            |      |
| Marktstraße 81 · Landau in der Pfalz ·                 | Doris Friederike Rosenblatt Jg. 1929           | Ausgewiesen 1938 Polen ??? | |            |      |
| Marktstraße 81 · Landau in der Pfalz ·                 | Wolf Rosenblatt Jg. 1931                       | Ausgewiesen 1938 Polen ??? | |            |      |
| Marktstraße 81 · Landau in der Pfalz ·                 | Heinrich Stützel Jg. 1899                      | Im Widerstand/SPD verhaftet 17.5.1935 Vorbereitung zum Hochverrat Zuchthaus München entlassen 17.01.1937 mehrere Schutzhaften befreit/überlebt | |            |      |
| Marktstraße 83 · Landau in der Pfalz ·                 | Susanna Rosenthal geb. Kern Jg. 1873           | Deportiert 1940 Gurs Tot 5.10.1941 | Bild gesucht Die Wikipedia wünscht sich an dieser Stelle ein Bild vom Ort mit diesen Koordinaten 49.196925 8.112058 . Motiv: Stolpersteine Marktstraße 83, Landau in der Pfalz Falls du dabei helfen möchtest, erklärt die Anleitung , wie das geht. BW               |            |      |
| Marktstraße 83 · Landau in der Pfalz ·                 | Eduard Rössner Jg. ???                         | Verhaftet 1938 Dachau Tot 28.2.1942 Buchenwald                                                                                                 | Bild gesucht Die Wikipedia wünscht sich an dieser Stelle ein Bild vom Ort mit diesen Koordinaten 49.196925 8.112058 . Motiv: Stolpersteine Marktstraße 83, Landau in der Pfalz Falls du dabei helfen möchtest, erklärt die Anleitung , wie das geht. BW               |            |      |
| Martin-Luther-Straße 26 · Landau in der Pfalz ·        | Israel Graudenz Jg. 1882                       | Flucht 1939 Frankreich interniert Drancy deportiert 1942 Auschwitz ermordet 8.8.1942                                                           | |            |      |
| Martin-Luther-Straße 26 · Landau in der Pfalz ·        | Sura Graudenz geb. Lange Jg. 1877              | Flucht 1939 Frankreich Schicksal unbekannt | |            |      |
| Martin-Luther-Straße 26 · Landau in der Pfalz ·        | Chaskel Graudenz Jg. 1911                      | Flucht 1933 Monaco interniert Compiègne deportiert 1942 Auschwitz ermordet 26.6.1942                                                           | |            |      |
| Martin-Luther-Straße 26 · Landau in der Pfalz ·        | Auguste Graudenz Jg. 1914                      | Flucht 1934 Frankreich Schicksal unbekannt | |            |      |
| Martin-Luther-Straße 26 · Landau in der Pfalz ·        | Willi Graudenz Jg. 1917                        | ‘Schutzhaft’ 1938 Dachau Flucht 1939 Frankreich interniert Drancy deportiert 1942 ermordet in Auschwitz                                        | |            |      |
| Martin-Luther-Straße 28 · Landau in der Pfalz ·        | Viktor Weiss Jg. 1868                          | 1933 Flucht nach Wiesbaden 1942 Flucht in den Tod                                                                                              | |            |      |
| Martin-Luther-Straße 28 · Landau in der Pfalz ·        | Lucie Weiss geb. Neuschüler Jg. 1875           | Unfreiwillig verzogen 1933 Wiesbaden Tot 28.1.1938                                                                                             | |            |      |
| Martin-Luther-Straße 46 · Landau in der Pfalz ·        | Dr. Eugen Frank Jg. 1886                       | Deportiert 1942 Lager Kozle tot | |            |      |
| Martin-Luther-Straße 46 · Landau in der Pfalz ·        | Else Frank geb. Rosenthal Jg. 1896             | Deportiert 1942 Auschwitz ermordet | |            |      |
| Martin-Luther-Straße 46 · Landau in der Pfalz ·        | Heinz Joachim Frank Jg. 1921                   | Flucht 1940 USA überlebt | |            |      |
| Nordring 32 · Landau in der Pfalz ·                    | Gustav Siegel Jg. 1858                         | Deportiert 1940 Gurs Tot 25.11.1940 | |            |      |
| Nordring 39 · Landau in der Pfalz ·                    | Hans Fried Jg. 1905                            | Deportiert 1940 Gurs ermordet 1942 in Auschwitz                                                                                                | |            |      |
| Nordring 39 · Landau in der Pfalz ·                    | Frieda Fried geb. Marx Jg. 1881                | Deportiert 1940 Gurs überlebt | |            |      |
| Nordring 39 · Landau in der Pfalz ·                    | Sigmund Fried Jg. 1872                         | Deportiert 1940 Gurs befreit/überlebt | |            |      |
| Ostbahnstraße 16 · Landau in der Pfalz ·               | Fritz Siegel Jg. 1908                          | Flucht 1939 Frankreich überlebt | Stolperstein für Fritz Siegel |            |      |
| Ostbahnstraße 16 · Landau in der Pfalz ·               | Elisabeth Siegel geb. Levy Jg. 1916            | Deportiert 1940 Gurs ermordet 30.5.1944 Auschwitz                                                                                              | Stolperstein für Elisabeth Siegel |            |      |
| Ostbahnstraße 16 · Landau in der Pfalz ·               | Pierre Siegel Jg. 1942                         | Ermordet 3.6.1944 Auschwitz | Stolperstein für Pierre Siegel |            |      |
| Ostbahnstraße 16 · Landau in der Pfalz ·               | Chana Siegel Jg. 1938                          | Deportiert 1940 Gurs ermordet 3.6.1944 Auschwitz                                                                                               | Stolperstein für Chana Siegel |            |      |
| Ostbahnstraße 31 · Landau in der Pfalz ·               | Siegfried Siegel Jg. 1874                      | Deportiert 1942 Theresienstadt 1944 Auschwitz Ermordet                                                                                         | Stolperstein für Siegfried Siegel |            |      |
| Ostbahnstraße 31 · Landau in der Pfalz ·               | Anna Siegel Jg. 1881                           | geb. Bamberger Deportiert 1942 Theresienstadt ermordet 16.12.1942                                                                              | Stolperstein für Anna Siegel |            |      |
| Ostbahnstraße 31 · Landau in der Pfalz ·               | Charlotte Siegel Jg. 1907                      | Flucht 1940 USA | Stolperstein für Charlotte Siegel |            |      |
| Ostbahnstraße 31 · Landau in der Pfalz ·               | Frieda Siegel Jg. 1910                         | Flucht 1939 England 1940 USA | Stolperstein für Frieda Siegel |            |      |
| Ostbahnstraße 31 · Landau in der Pfalz ·               | Wolfgang Siegel Jg. 1916                       | Flucht 1937 USA | Stolperstein für Wolfgang Siegel |            |      |
| Ostbahnstraße 36 · Landau in der Pfalz ·               | Julius Samson Jg. 1874                         | Deportiert 1940 Gurs Tot 13.12.1940 | |            |      |
| Ostbahnstraße 36 · Landau in der Pfalz ·               | Sophie Samson geb. Roos Jg. 1879               | Deportiert 1940 Gurs ??? | |            |      |
| Ostbahnstraße 36 · Landau in der Pfalz ·               | Siegfried Samson Jg. 1913                      | Deportiert 1941 Lodz ermordet 23.6.1941 | |            |      |
| Ostbahnstraße 36 · Landau in der Pfalz ·               | Rosa Samson Jg. 1917                           | Flucht 1939 Schottland überlebt | |            |      |
| Ostring 1 · Landau in der Pfalz ·                      | Hugo Alexander Jg. 1891                        | Unfreiwillig verzogen 1938 Mannheim 1945 zurück nach Landau versteckt/überlebt                                                                 | |            |      |
| Ostring 1 · Landau in der Pfalz ·                      | Emma Alexander geb. Lederer Jg. 1891           | Unfreiwillig verzogen 1938 Ludwigshafen 1945 zurück nach Landau versteckt/überlebt                                                             | |            |      |
| Ostring 3 · Landau in der Pfalz ·                      | Fanny Weil geb. Krämer Jg. 1879                | Deportiert 1942 KZ Krasnytzaw ??? | |            |      |
| Ostring 3 · Landau in der Pfalz ·                      | Albert Weil Jg. 1872                           | Gedemütigt Entrechtet Tot 12.8.1938 | |            |      |
| Ostring 3 · Landau in der Pfalz ·                      | Karolina Weil Jg. 1868                         | Deportiert 1940 Gurs Tot 23.11.1940 | |            |      |
| Ostring 3 · Landau in der Pfalz ·                      | Emma Weil Jg. 1875                             | Deportiert 1940 Gurs Tot 03.12.1940 | |            |      |
| Ostring 5 · Landau in der Pfalz ·                      | Leo Klein Jg. 1880                             | Flucht 1940 USA überlebt | |            |      |
| Ostring 5 · Landau in der Pfalz ·                      | Bertha Klein geb. Kaufmann Jg. 1887            | Flucht 1940 USA überlebt | |            |      |
| Ostring 5 · Landau in der Pfalz ·                      | Hans Klein Jg. 1919                            | Flucht 1936 USA überlebt | |            |      |
| Ostring 5 · Landau in der Pfalz ·                      | Fritz Heinrich Klein Jg. 1913                  | Flucht 1938 USA überlebt | |            |      |
| Ostring 12 · Landau in der Pfalz ·                     | Richard Joseph Jg. 1882                        | Deportiert 1940 Gurs ermordet 1942 in Auschwitz                                                                                                | |            |      |
| Ostring 12 · Landau in der Pfalz ·                     | Ilse Joseph geb. Barth Jg. 1893                | Deportiert 1940 Gurs ermordet 1942 in Auschwitz                                                                                                | |            |      |
| Ostring 12 · Landau in der Pfalz ·                     | Annemarie Joseph Jg. 1918                      | Deportiert 1940 Gurs ermordet 1942 in Auschwitz                                                                                                | |            |      |
| Ostring 12 · Landau in der Pfalz ·                     | Margrit Cahn geb. Joseph Jg. 1913              | Unfreiwillig verzogen 1935 Berlin Flucht 1941 USA                                                                                              | |            |      |
| Ostring 12 · Landau in der Pfalz ·                     | Traute Cahn geb. Joseph Jg. 1915               | Unfreiwillig verzogen 1934 Saarlouis mit Hilfe überlebt                                                                                        | |            |      |
| Ostring 12 · Landau in der Pfalz ·                     | Emil Joseph Jg. 1873                           | Unfreiwillig verzogen 1938 Köln deportiert 1942 Theresienstadt ermordet 23.7.1943                                                              | |            |      |
| Ostring 12 · Landau in der Pfalz ·                     | Anna Joseph geb. Hockenheimer Jg. 1879         | Unfreiwillig verzogen 1938 Köln deportiert 1942 Theresienstadt 1944 Auschwitz ermordet                                                         | |            |      |
| Ostring 13 · Landau in der Pfalz ·                     | Bernhard Becker Jg. 1896                       | Flucht 1937 USA überlebt | |            |      |
| Ostring 14 · Landau in der Pfalz ·                     | Albert Joseph Jg. 1866                         | Unfreiwillig verzogen 1938 Köln Flucht 1938 Holland interniert Westerbork Tot 1943                                                             | Stolperstein für Albert Joseph |            |      |
| Ostring 14 · Landau in der Pfalz ·                     | Abraham Bruchfeld Jg. 1866                     | Unfreiwillig verzogen 1938 Frankfurt gedemütigt/entrechtet Tot 26.10.1940                                                                      | Stolperstein für Abraham Bruchfeld |            |      |
| Ostring 14 · Landau in der Pfalz ·                     | Johanna Bruchfeld geb. Rothschild Jg. 1871     | Unfreiwillig verzogen 1938 Frankfurt deportiert 1942 Theresienstadt ermordet 17.9.1942                                                         | Stolperstein für Johanna Bruchfeld |            |      |
| Ostring 14 · Landau in der Pfalz ·                     | Anna Joseph geb. David Jg. 1872                | Unfreiwillig verzogen 1938 Köln Flucht 1938 Holland interniert Westerbork deportiert 1944 Bergen-belsen ermordet 13.4.1944                     | Stolperstein für Anna Joseph |            |      |
| Ostring 14 · Landau in der Pfalz ·                     | Paul Martin Joseph Jg. 1895                    | Unfreiwillig verzogen 1933 Köln Schicksal unbekannt                                                                                            | Stolperstein für Paul Martin Joseph |            |      |
| Ostring 14 · Landau in der Pfalz ·                     | Max Bruchfeld Jg. 1899                         | Flucht 1936 Italien interniert Campo Ferramonti Lungro di Coszena befreit                                                                      | Stolperstein für Max Bruchfeld |            |      |
| Ostring 15 · Landau in der Pfalz ·                     | Jenny Benedick geb. Holz Jg. 1864              | Deportiert 1940 Gurs Flucht 1941 USA überlebt                                                                                                  | |            |      |
| Ostring 15 · Landau in der Pfalz ·                     | Alice Benedick Jg. 1895                        | Flucht 1940 Holland Flucht in den Tod November 1942 Leeuwarden                                                                                 | |            |      |
| Ostring 15 · Landau in der Pfalz ·                     | Max Benedick Jg. 1857                          | Gedemütigt/entrechtet Tot 1937 | |            |      |
| Ostring 15 · Landau in der Pfalz ·                     | Bernhard Benedick Jg. 1902                     | Flucht 1937 USA überlebt | |            |      |
| Ostring 15 · Landau in der Pfalz ·                     | Margarete Hemmerdinger Jg. 1920                | Schweiz Palästina überlebt | |            |      |
| Ostring 16 · Landau in der Pfalz ·                     | Ludwig Otto Mayer Jg. 1882                     | Flucht 1938 USA überlebt | Bild gesucht Die Wikipedia wünscht sich an dieser Stelle ein Bild vom Ort mit diesen Koordinaten 49.19864 8.119124 . Motiv: Stolpersteine Ostring 16, Landau in der Pfalz Falls du dabei helfen möchtest, erklärt die Anleitung , wie das geht. BW                    |            |      |
| Ostring 16 · Landau in der Pfalz ·                     | Anna Elisabeth Mayer geb. Oestreicher Jg. 1884 | Flucht 1938 USA überlebt | Bild gesucht Die Wikipedia wünscht sich an dieser Stelle ein Bild vom Ort mit diesen Koordinaten 49.19864 8.119124 . Motiv: Stolpersteine Ostring 16, Landau in der Pfalz Falls du dabei helfen möchtest, erklärt die Anleitung , wie das geht. BW                    |            |      |
| Ostring 16 · Landau in der Pfalz ·                     | Rolf Mayer Jg. 1923                            | Flucht 1938 USA überlebt | Bild gesucht Die Wikipedia wünscht sich an dieser Stelle ein Bild vom Ort mit diesen Koordinaten 49.19864 8.119124 . Motiv: Stolpersteine Ostring 16, Landau in der Pfalz Falls du dabei helfen möchtest, erklärt die Anleitung , wie das geht. BW                    |            |      |
| Ostring 16 · Landau in der Pfalz ·                     | Adolf Mayer Jg. 1877                           | Flucht 1938 USA überlebt | Bild gesucht Die Wikipedia wünscht sich an dieser Stelle ein Bild vom Ort mit diesen Koordinaten 49.19864 8.119124 . Motiv: Stolpersteine Ostring 16, Landau in der Pfalz Falls du dabei helfen möchtest, erklärt die Anleitung , wie das geht. BW                    |            |      |
| Ostring 16 · Landau in der Pfalz ·                     | Pauline Mayer geb. Levinger Jg. 1879           | Flucht 1938 USA überlebt | Bild gesucht Die Wikipedia wünscht sich an dieser Stelle ein Bild vom Ort mit diesen Koordinaten 49.19864 8.119124 . Motiv: Stolpersteine Ostring 16, Landau in der Pfalz Falls du dabei helfen möchtest, erklärt die Anleitung , wie das geht. BW                    |            |      |
| Ostring 16 · Landau in der Pfalz ·                     | Wilhelm Mayer Jg. 1914                         | Flucht 1936 USA überlebt | Bild gesucht Die Wikipedia wünscht sich an dieser Stelle ein Bild vom Ort mit diesen Koordinaten 49.19864 8.119124 . Motiv: Stolpersteine Ostring 16, Landau in der Pfalz Falls du dabei helfen möchtest, erklärt die Anleitung , wie das geht. BW                    |            |      |
| Ostring 16 · Landau in der Pfalz ·                     | Else Mayer Jg. 1916                            | Flucht 1937 USA überlebt | Bild gesucht Die Wikipedia wünscht sich an dieser Stelle ein Bild vom Ort mit diesen Koordinaten 49.19864 8.119124 . Motiv: Stolpersteine Ostring 16, Landau in der Pfalz Falls du dabei helfen möchtest, erklärt die Anleitung , wie das geht. BW                    |            |      |
| Ostring 16 · Landau in der Pfalz ·                     | Irma Mayer Jg. 1918                            | Flucht 1937 USA überlebt | Bild gesucht Die Wikipedia wünscht sich an dieser Stelle ein Bild vom Ort mit diesen Koordinaten 49.19864 8.119124 . Motiv: Stolpersteine Ostring 16, Landau in der Pfalz Falls du dabei helfen möchtest, erklärt die Anleitung , wie das geht. BW                    |            |      |
| Ostring 17 · Landau in der Pfalz ·                     | Frieda Scharff geb. Gimbel Jg. 1864            | Deportiert 1940 Gurs Tot 19.8.1941 | |            |      |
| Ostring 17 · Landau in der Pfalz ·                     | Erna Hirsch Jg. 1902                           | Deportiert 1942 ??? | Bild gesucht Die Wikipedia wünscht sich an dieser Stelle ein Bild vom Ort mit diesen Koordinaten 49.198651 8.119313 . Motiv: Stolpersteine Ostring 17, Landau in der Pfalz Falls du dabei helfen möchtest, erklärt die Anleitung , wie das geht. BW                   |            |      |
| Ostring 18 · Landau in der Pfalz ·                     | Dr. Eugen Rheinheimer Jg. 1872                 | Flucht 1937 USA überlebt | |            |      |
| Ostring 18 · Landau in der Pfalz ·                     | Gertrud Weis geb. Rheinheimer Jg. 1909         | Flucht 1934 USA überlebt | |            |      |
| Ostring 18 · Landau in der Pfalz ·                     | Beatrix Rheinheimer geb. Loeb Jg. 1890         | Flucht 1937 USA überlebt | |            |      |
| Ostring 18 · Landau in der Pfalz ·                     | Ludwig Michel Jg. 1887                         | Flucht 1936 Belgien Deportation 1943 Auschwitz Tot                                                                                             | |            |      |
| Ostring 18 · Landau in der Pfalz ·                     | Pauline Michel geb. Henle Jg. 1889             | Flucht 1938 USA überlebt | |            |      |
| Ostring 18 · Landau in der Pfalz ·                     | Ruth Michel Jg. 1920                           | Flucht 1938 USA überlebt | |            |      |
| Ostring 18 · Landau in der Pfalz ·                     | Werner Michel Jg. 1924                         | Flucht 1936 USA überlebt | |            |      |
| Ostring 22b · Landau in der Pfalz ·                    | Babette Weil geb. Baer Jg. 1854                | Gedemütigt/entrechtet Tot 7.7.1937 | |            |      |
| Ostring 22b · Landau in der Pfalz ·                    | Selma Weil Jg. 1896                            | Eingewiesen 1937 Jakoby’sche Anstalt Bendorf-Sayn deportiert 1942 Krasniczyn ermordet                                                          | |            |      |
| Ostring 26 · Landau in der Pfalz ·                     | Leopold Strauss Jg. 1880                       | Unfreiwillig verzogen 1933 Mannheim Flucht 1937 Frankreich mit Hilfe überlebt                                                                  | |            |      |
| Ostring 26 · Landau in der Pfalz ·                     | Paula Strauss geb. Wolff Jg. 1883              | Unfreiwillig verzogen 1933 Mannheim Flucht 1937 Frankreich Tot 9.2.1944 Albi                                                                   | |            |      |
| Ostring 26 · Landau in der Pfalz ·                     | Susanne Haas geb. Strauss Jg. 1914             | Flucht 1933 Frankreich mit Hilfe überlebt | |            |      |
| Ostring 26 · Landau in der Pfalz ·                     | Rudolf Strauss Jg. 1909                        | Unfreiwillig verzogen 1933 Mannheim Flucht 1937 Frankreich, mit Hilfe überlebt                                                                 | |            |      |
| Ostring 27 · Landau in der Pfalz ·                     | Arthur Marx Jg. 1890                           | Flucht 1935 Argentinien | |            |      |
| Ostring 27 · Landau in der Pfalz ·                     | Lilly Marx geb. Weissmann Jg. 1898             | Flucht 1935 Argentinien | |            |      |
| Ostring 27 · Landau in der Pfalz ·                     | Hans Marx Jg. 1924                             | Flucht 1935 Argentinien | |            |      |
| Ostring 27 · Landau in der Pfalz ·                     | Edith Marx Jg. 1926                            | Flucht 1935 Argentinien | |            |      |
| Ostring 28 · Landau in der Pfalz ·                     | Dr. Paul Jeremias Jg. 1891                     | Berufsverbot 1938 Flucht 1939 Dominikanische Republik USA 1940                                                                                 | |            |      |
| Ostring 28 · Landau in der Pfalz ·                     | Helene Jeremias geb. Deutsch Jg. 1894          | Flucht 1939 Dominikanische Republik USA 1940                                                                                                   | |            |      |
| Ostring 28 · Landau in der Pfalz ·                     | Elisabeth Jeremias Jg. 1921                    | Flucht 1939 Dominikanische Republik USA 1940                                                                                                   | |            |      |
| Ostring 28 · Landau in der Pfalz ·                     | Dr. Rudolf Weil Jg. 1897                       | Flucht 1937 USA | |            |      |
| Ostring 28 · Landau in der Pfalz ·                     | Wilhelm Dreyfuss Jg. 1876                      | Flucht 1940 USA | |            |      |
| Ostring 28 · Landau in der Pfalz ·                     | Cilly Dreyfuss geb. Goldfrank Jg. 1882         | Flucht 1940 USA | |            |      |
| Ostring 28 · Landau in der Pfalz ·                     | Max Dreifus Jg. 1873                           | Unfreiwillig verzogen 1938 Karlsruhe gedemütigt/entrechtet Tot                                                                                 | |            |      |
| Ostring 28 · Landau in der Pfalz ·                     | Amalie Dreifus Jg. 1877                        | Unfreiwillig verzogen 1938 Karlsruhe deportiert 1940 Gurs interniert Noe befreit                                                               | |            |      |
| Ostring 28 · Landau in der Pfalz ·                     | Sail Salomon Jg. 1860                          | Unfreiwillig verzogen 1938 Karlsruhe Schicksal unbekannt                                                                                       | |            |      |
| Ostring 28 · Landau in der Pfalz ·                     | Nanni Salomon geb. Kaufmann Jg. 1874           | Unfreiwillig verzogen 1938 Karlsruhe Schicksal unbekannt                                                                                       | |            |      |
| Ostring 28 · Landau in der Pfalz ·                     | Hans Salomon Jg. 1897                          | ‘Schutzhaft’ 1938 Dachau Flucht Brasilien | |            |      |
| Ostring 31 · Landau in der Pfalz ·                     | Selinde Rauh Jg. 1884                          | Deportiert 1942 Richtung Osten ermordet | |            |      |
| Ostring 36 · Landau in der Pfalz ·                     | Melanie Rauh geb. Levy Jg. 1882                | Deportiert 1940 Gurs ermordet 1942 in Auschwitz                                                                                                | |            |      |
| Parkstraße 9 · Landau in der Pfalz ·                   | Josefine Gans Jg. 1874                         | Deportiert 1941 Kowno ermordet 25.11.1941 | |            |      |
| Queichheimer · Hauptstraße 235 · Landau in der Pfalz · | Martha Strauss Jg. 1909                        | Deportiert 1942 ??? | Bild gesucht Die Wikipedia wünscht sich an dieser Stelle ein Bild vom Ort mit diesen Koordinaten 49.196855 8.155637 . Motiv: Stolpersteine Queichheimer Hauptstraße 235, Landau in der Pfalz Falls du dabei helfen möchtest, erklärt die Anleitung , wie das geht. BW |            |      |
| Queichheimer · Hauptstraße 235 · Landau in der Pfalz · | Heinz Baer Jg. 1910                            | Deportiert 1942 Ziel unbekannt ??? | |            |      |
| Queichheimer · Hauptstraße 235 · Landau in der Pfalz · | Leo Kern Jg. 1885                              | Deportiert 1942 KZ Krasnystaw ??? | |            |      |
| Ravelinstraße 2 · Landau in der Pfalz ·                | Dr. Eugen Fried Jg. 1880                       | Zwangsumzug 1938 Baden-Baden Aktion der Gestapo deportiert 1940 Gurs geflohen mit Hilfe überlebt                                               | |            |      |
| Reiterstraße 14 · Landau in der Pfalz ·                | Heinrich Kott Jg. 1899                         | 1933 Flucht nach Frankreich ermordet 1942 in Auschwitz                                                                                         | |            |      |
| Reiterstraße 14 · Landau in der Pfalz ·                | Gertrud Kott geb. Graudensch Jg. 1904          | 1933 Flucht nach Frankreich ermordet 1942 in Auschwitz                                                                                         | |            |      |
| Reiterstraße 14 · Landau in der Pfalz ·                | Alfred Kott Jg. 1924                           | 1933 Flucht nach Frankreich deportiert 1942 Drancy Ermordet Auschwitz                                                                          | |            |      |
| Reiterstraße 14 · Landau in der Pfalz ·                | Werner Kott Jg. 1926                           | 1933 Flucht nach Frankreich deportiert 1942 Drancy Ermordet Auschwitz                                                                          | |            |      |
| Reiterstraße 14 · Landau in der Pfalz ·                | Dagobert Kott Jg. 1928                         | 1933 Flucht nach Frankreich deportiert 1942 Drancy Ermordet Auschwitz 9.9.1942                                                                 | |            |      |
| Schützengasse 2A · Landau in der Pfalz ·               | Salomon Wolff Jg. 1869                         | Opfer des Pogroms Verhaftet im Betsaal Tot an Folgen Tot 12.11.1938                                                                            | |            |      |
| Schützengasse 2A · Landau in der Pfalz ·               | Israel Growaß Jg. 1899                         | Flucht 1934 Palästina überlebt | |            |      |
| Schützengasse 2A · Landau in der Pfalz ·               | Margarethe Growaß geb. Jordan Jg. 1905         | Flucht 1934 Palästina überlebt | |            |      |
| Schützengasse 2A · Landau in der Pfalz ·               | Willy Growaß Jg. 1926                          | Flucht 1934 Palästina überlebt | |            |      |
| Schützengasse 2A · Landau in der Pfalz ·               | Werner Growaß Jg. 1928                         | Flucht 1934 Palästina überlebt | |            |      |
| Schützengasse 2A · Landau in der Pfalz ·               | Sonja Growaß Jg. 1930                          | Flucht 1934 Palästina überlebt | |            |      |
| Schützengasse 2A · Landau in der Pfalz ·               | Ruth Growaß Jg. 1933                           | Flucht 1934 Palästina überlebt | |            |      |
| Blumgasse 3 · Landau in der Pfalz ·                    | Isabella Kern geb. Michel Jg. 1885             | Flucht 1936 USA überlebt | |            |      |
| Blumgasse 3 · Landau in der Pfalz ·                    | Hildegard Kern verh. Vicktor Jg. 1909          | Flucht 1936 USA überlebt | |            |      |
| Blumgasse 3 · Landau in der Pfalz ·                    | Walter Kern Jg. 1914                           | Flucht 1937 USA überlebt | |            |      |
| Blumgasse 3 · Landau in der Pfalz ·                    | Martha Kern Jg. 1916                           | Flucht 1936 USA überlebt | |            |      |
| Südring 1 · Landau in der Pfalz ·                      | Erna Scharff geb. Kuhn Jg. 1895                | Flucht 1938 USA überlebt | |            |      |
| Südring 1 · Landau in der Pfalz ·                      | Alfred Scharff Jg. 1890                        | Flucht 1938 USA überlebt | |            |      |
| Südring 1 · Landau in der Pfalz ·                      | Lore Scharff verh. Metzger Jg. 1895            | Flucht 1938 USA überlebt | |            |      |
| Südring 1 · Landau in der Pfalz ·                      | Richard Heinz Scharff Jg. 1926                 | Flucht 1938 USA überlebt | |            |      |
| Südring 10 · Landau in der Pfalz ·                     | Margarethe Drexler Jg. 1894                    | Deportiert 1940 Gurs ermordet 1942 in Auschwitz                                                                                                | |            |      |
| Südring 10 · Landau in der Pfalz ·                     | Dorothea Drexler Jg. 1921                      | Flucht 1939 Schweiz überlebt | |            |      |
| Südring 10 · Landau in der Pfalz ·                     | Emilie Scharff Jg. 1878                        | Flucht 1940 USA Überlebt | |            |      |
| Südring 10 · Landau in der Pfalz ·                     | Regina Holland Jg. 1875                        | Deportiert 1940 Gurs überlebt | |            |      |
| Wallstraße 3 · Landau in der Pfalz ·                   | Edith Haas Jg. 1931                            | Flucht 1938 USA | Stolperstein für Edith Haas |            |      |
| Wallstraße 3 · Landau in der Pfalz ·                   | Otto David Haas Jg. 1888                       | Flucht 1938 USA | Stolperstein für Otto David Haas |            |      |
| Wallstraße 3 · Landau in der Pfalz ·                   | Selma Haas Geb. Hochstädter Jg. 1901           | Flucht 1938 USA | Stolperstein für Selma Haas |            |      |
| Westbahnstraße 15 · Landau in der Pfalz ·              | Johanna Abraham Jg. 1865                       | Unfreiwillig verzogen 1939 Frankfurt M. Deportiert 1942 Theresienstadt 1942 Treblinka Ermordet                                                 | Stolperstein für Johanna Abraham |            |      |
| Westbahnstraße 15 · Landau in der Pfalz ·              | Mina Dreyfuss Geb. Abraham Jg. 1858            | Unfreiwillig verzogen 1939 Frankfurt M. Deportiert 1942 Theresienstadt Ermordet 30.12.1942                                                     | Stolperstein für Mina Dreyfuss |            |      |
| Westbahnstraße 15 · Landau in der Pfalz ·              | Selma Dreyfuss Jg. 1892                        | Unfreiwillig verzogen 1939 Frankfurt M. Deportiert 1945 Schicksal unbekannt                                                                    | Stolperstein für Selma Dreyfuss |            |      |
| Westbahnstraße 18 · Landau in der Pfalz ·              | Artur Soesmann Jg. 1882                        | Flucht 1936 Holland Interniert Westerbork Deportiert 1942 Auschwitz Ermordet 19.11.1942                                                        | Stolperstein für Artur Soesmann |            |      |
| Westbahnstraße 18 · Landau in der Pfalz ·              | Hilde Soesmann Jg. 1916                        | Flucht 1936 Holland Mit Hilfe überlebt | Stolperstein für Hilde Soesmann |            |      |
| Westbahnstraße 18 · Landau in der Pfalz ·              | Karoline Soesmann Geb. Loeb Jg. 1883           | Flucht 1936 Holland Interniert Westerbork Deportiert 1942 Auschwitz Ermordet 19.11.1942                                                        | Stolperstein für Karoline Soesmann |            |      |
| Westbahnstraße 20 · Landau in der Pfalz ·              | Dr. Julius Goldberg Jg. 1881                   | Jurist Berufsverbot 1933 Flucht 1938 USA überlebt                                                                                              | |            |      |
| Westbahnstraße 20 · Landau in der Pfalz ·              | Elsa Goldberg geb. Klein Jg. 1887              | Flucht 1938 USA überlebt | |            |      |
| Westbahnstraße 20 · Landau in der Pfalz ·              | Elsa Goldberg verh. Waitzfelder Jg. 1914       | Flucht 1938 USA überlebt | |            |      |
| Westring 27 · Landau in der Pfalz ·                    | Fritz Weil Jg. 1898                            | Flucht 1937 Südafrika Frankreich USA | |            |      |
| Westring 27 · Landau in der Pfalz ·                    | Lotte Weil geb. Dannheisser Jg. 1901           | Flucht 1937 Italien Frankreich USA | |            |      |
| Westring 27 · Landau in der Pfalz ·                    | Dietrich Weil Jg. 1930                         | Flucht 1938 Frankreich USA | |            |      |
| Westring 4a · Landau in der Pfalz ·                    | Fritz Emsheimer Jg. 1911                       | Flucht 1936 Uruguay | |            |      |
| Westring 4a · Landau in der Pfalz ·                    | Frieda Goldschmidt geb. Haas Jg. 1864          | Unfreiwillig verzogen 1935 Stuttgart Schicksal unbekannt                                                                                       | |            |      |
| Westring 4a · Landau in der Pfalz ·                    | Babette Mayer geb. Haas Jg. 1877               | Unfreiwillig verzogen 1939 Mannheim Flucht USA                                                                                                 | |            |      |
| Westring 4a · Landau in der Pfalz ·                    | Fritz Mayer Jg. 1902                           | Unfreiwillig verzogen 1939 Mannheim Flucht USA                                                                                                 | |            |      |
| Westring 4a · Landau in der Pfalz ·                    | Ludwig Mayer Jg. 1906                          | Flucht 1937 Holland Brasilien | |            |      |
| Westring 4a · Landau in der Pfalz ·                    | Dina Moses geb. Capell Jg. 1854                | Unfreiwillig verzogen 1939 Mannheim deportiert 1940 Gurs Tot 16.3.1941                                                                         | |            |      |